# Pico Crestone
El pico Crestone (en inglés Crestone Peak) es un pico de las Montañas de la Sangre de Cristo en el sur de Colorado, en Estados Unidos. Pertenece al condado de Saguache. Según el Servicio de Información de Nombres Geográficos de los Estados Unidos su cima tiene una altura de 4344 m (14 252 pies).